# 紀元前209年
紀元前209年（きげんぜん209ねん）

## 他の紀年法
- 干支 : 壬辰
- 日本
  - 皇紀452年
  - 孝元天皇6年
- 中国 : 秦 - 二世皇帝元年
- 朝鮮 :
- ベトナム :
- 仏滅紀元 : 336年
- ユダヤ暦 :

## できごと

### 共和政ローマ
- 共和政ローマの将軍クィントゥス・ファビウス・マクシムスは、カルタゴの将軍ハンニバルが3年間に渡って占領していたタレントゥムを再占領した。
- ハンニバルの率いるカルタゴ軍とマルクス・クラウディウス・マルケッルスの率いるローマ軍の間でカヌシウムの戦いが起こった。この戦いは痛み分けに終わった。
- 大スキピオは拠点を置くタラゴナからカルタゴの拠点カルタヘナを攻撃した。攻撃は成功し、カルタヘナは占領された。これにより多くの人質、銀鉱山、さらに南方を侵略する拠点などを手に入れることができた。

### ペルシャ
- パルティアの王アルサケス2世はセレウコス朝の王アンティオコス3世から攻められ、領土を奪われ同盟を結ばされた。

### ギリシャ
- アカイアの将軍フィロポイメンはアカイア同盟に軍事力を持たせて軍事的な組織にした。フィロポイメンに率いられたアカイア同盟軍はエリスでアイトリア軍を破った。

### 中国
- 春、二世皇帝胡亥が東方の郡県を巡行し、李斯がつき従った。[1]
- 4月、二世皇帝が趙高の助言をえて大臣や公子たちを誅殺した。公子12人が咸陽の市で斬り殺され、10人の公主が杜で磔にされて死んだ。[1]
- 陳勝・呉広の乱：7月、陳勝と呉広が蘄で挙兵した。陳勝は王となり、国号を「張楚」とした。[1]
- 張楚の武将である周章（周文）が函谷関を陥落させた。二世皇帝は大いに驚き、少府の章邯に迎撃させると、周文は敗走した。[1]
- 8月、張楚の武将である武臣が自立して趙王を称した。陳余を大将軍とし、張耳を右丞相とし、邵騒を左丞相とした。[1]
- 9月、沛の人劉邦が沛で挙兵した。[1]
- 下相（現在の江蘇省宿遷市）の人の項梁が会稽郡守の殷通を殺し、甥の項羽と共に呉で挙兵した。[1]
- 狄（現在の山東省淄博市高青県東南部）の人の田儋が斉郡で挙兵した。[1]
- 二世皇帝は衛君角を庶人とし、衛の祭祀が絶えた。[1]

### 匈奴
- 冒頓単于が反乱を起こし、父の頭曼単于・継母・異母弟及びその側近を抹殺した上で、単于に即位した。

## 死去
- 公子高、秦の始皇帝から二世皇帝にかけての公子。
- 将閭、秦の始皇帝から二世皇帝の時代の公子。
- 陳勝、秦代末期の反乱指導者。
- 蒙毅、秦の臣。
- 頭曼単于、秦代の匈奴の単于。